# Криволинијски интеграл
Криволинијски интеграл је интеграл за чију се област интеграције узима одређена крива, најчешће дефинисана у равни или простору. За разлику од обичног одређеног интеграла, за чију се област интеграљења узима одређени правоугаони сегмент простора, криволинијски интеграл омогућава израчунавање интеграла у којем домен функције представљају тачке одређене глатке (или део-по-део глатке) криве. У математици се дефинишу криволинијски интеграли прве и друге врсте. У физици криволинијски интеграли другог реда имају примјену у израчунавању рада који чини нека сила по датој кривој.

## Криволинијски интеграл прве врсте
Ако са {\displaystyle f(x,y,z)} означимо функцију чији интеграл рачунамо, а са {\displaystyle L} означимо дату криву, криволинијски интеграл прве врсте се обиљежава на сљедећи начин:
{\displaystyle \int \limits _{L}f(x,y,z)\,ds}.
Уколико један крај криве {\displaystyle L} означимо са {\displaystyle A}, а њен други крај са {\displaystyle B}, криволинијски интеграл прве врсте се обиљежава још и са:
{\displaystyle \int \limits _{AB}f(x,y,z)\,ds}.

### Дефиниција
Нека је крива {\displaystyle L} задата параметарски на интервалу {\displaystyle [\alpha ,\beta ]}:
{\displaystyle x=\varphi (t),y=\psi (t),z=\chi (t)\,\,\,\,(t\in [\alpha ,\beta ])}.
Нека је на тој кривој, односно на скупу тачака које је сачињавају, дефинисана функција {\displaystyle f(x,y,z)}.
Можемо формирати подјелу интервала {\displaystyle [\alpha ,\beta ]} на {\displaystyle n} дијелова, у сљедећим ознакама:
{\displaystyle \alpha =t_{1}<t_{2}<\dots <t_{i-1}<t_{i}<\dots <t_{n}=\beta }.
На сваком сегменту {\displaystyle [t_{i},t_{i-1}]} можемо изабрати по једно {\displaystyle \tau _{i}}, од којих свако параметарски одређује по једну тачку {\displaystyle M_{i}(\xi _{i},\eta _{i},\zeta _{i})}, гдје је {\displaystyle \xi _{i}=\varphi (\tau _{i}),\eta _{i}=\psi (\tau _{i}),\zeta _{i}=\chi (\tau _{i})}. Са {\displaystyle \Delta s_{i}} ћемо означити дужину криве на сегменту {\displaystyle [t_{i},t_{i-1}]}. Тада имамо сљедећу ознаку:
{\displaystyle \sigma _{1}(f,L)=\sum \limits _{i=1}^{n}f(\xi _{i},\eta _{i},\zeta _{i})\Delta s_{i}}
Јасно је да ће за различите подјеле интервала горњи израз имати различите вриједности. Нас занима случај када {\displaystyle \Delta s_{i}} тежи нули, тј. када је подјела интервала {\displaystyle [\alpha ,\beta ]} „бесконачно густа“. На тај начин уводимо појам криволинијског интеграла прве врсте: ако постоји неки број {\displaystyle I}, такав да за свако {\displaystyle \varepsilon >0} постоји одређено {\displaystyle \delta >0} тако да:
{\displaystyle max(\Delta s_{i})<\delta \Rightarrow |\sigma _{1}(f,L)-I|<\varepsilon },
тај број {\displaystyle I} називаћемо криволинијским интегралом прве врсте функције {\displaystyle f} на кривој {\displaystyle L}. Записује се као што је дато у уводу текста. Крива интеграције се назива још и луком интеграције.

### Особине
Криволинијски интеграл прве врсте дијели неке од основних особина са обичним одређеним интегралом. 
1. {\displaystyle \int \limits _{L}(\alpha f(x,y,z)+\beta g(x,y,z))ds=\alpha \int \limits _{L}f(x,y,z)ds+\beta \int \limits _{L}g(x,y,z)ds},
2. Ако је за сваку тачку домена тачно: {\displaystyle f(x,y,z)<g(x,y,z)}, онда важи и: {\displaystyle \int \limits _{L}f(x,y,z)ds<\int \limits _{L}g(x,y,z)ds},
3. {\displaystyle |\int \limits _{L}f(x,y,z)ds|\leq \int \limits _{L}|f(x,y,z)|ds},
4. {\displaystyle \int \limits _{AB}f(x,y,z)ds=\int \limits _{AC}f(x,y,z)ds+\int \limits _{CB}f(x,y,z)ds}, ако се тачка {\displaystyle C} налази између тачака {\displaystyle A} и {\displaystyle B}.

Супротно криволинијском интегралу друге врсте, код којег постоји појам оријентације, за криволинијски интеграл прве врсте важи сљедеће:
{\displaystyle \int \limits _{AB}f(x,y,z)ds=\int \limits _{BA}f(x,y,z)ds}.

### Рачунање
Криволинијски интеграл прве врсте, у складу са ознакама из одјељка „Дефиниција“, израчунава се помоћу сљедеће формуле:
{\displaystyle \int \limits _{AB}f(x,y,z)ds=\int \limits _{\alpha }^{\beta }f(\varphi (t),\psi (t),\chi (t)){\sqrt {\varphi '^{2}(t)+\psi '^{2}(t)+\chi '^{2}(t)}}\,dt}
Услови за коришћење ове формуле су да је функција {\displaystyle f} непрекидна и ограничена на кривој {\displaystyle L} и да је крива {\displaystyle L} глатка и без сингуларних тачака. Формула важи и у случајевима када је крива дио-по-дио глатка и функција дио-по-дио непрекидна.

## Криволинијски интеграл друге врсте

### Дефиниција
Нека је крива {\displaystyle L} задата параметарски на интервалу {\displaystyle [\alpha ,\beta ]}:
{\displaystyle x=\varphi (t),y=\psi (t),z=\chi (t)\,\,\,\,(t\in [\alpha ,\beta ])}.
Нека су на тој кривој, односно на скупу тачака које је сачињавају, дефинисане функције {\displaystyle P(x,y,z),Q(x,y,z)} и {\displaystyle R(x,y,z)}.
Можемо формирати подјелу интервала {\displaystyle [\alpha ,\beta ]} на {\displaystyle n} дијелова, у сљедећим ознакама:
{\displaystyle \alpha =t_{1}<t_{2}<\dots <t_{i-1}<t_{i}<\dots <t_{n}=\beta }.
На сваком сегменту {\displaystyle [t_{i},t_{i-1}]} можемо изабрати по једно {\displaystyle \tau _{i}}, од којих свако параметарски одређује по једну тачку {\displaystyle M_{i}(x_{i},y_{i},z_{i})}, гдје је {\displaystyle x_{i}=\varphi (\tau _{i}),y_{i}=\psi (\tau _{i}),z_{i}=\chi (\tau _{i})}. Са {\displaystyle \Delta x_{i}} ћемо означити разлику {\displaystyle x_{i}-x_{i-1}}, и аналогно {\displaystyle \Delta y_{i}} и {\displaystyle \Delta z_{i}} Тада имамо сљедеће ознаке:
{\displaystyle \sigma _{2}(P,L)=\sum \limits _{i=1}^{n}P(x_{i},y_{i},z_{i})\Delta x_{i}}
{\displaystyle \sigma _{3}(Q,L)=\sum \limits _{i=1}^{n}Q(x_{i},y_{i},z_{i})\Delta y_{i}}
{\displaystyle \sigma _{4}(R,L)=\sum \limits _{i=1}^{n}R(x_{i},y_{i},z_{i})\Delta z_{i}}
У нареднон тексту говорићемо о {\displaystyle \sigma _{2}(P,L)}, имајући на уму да важе аналогне ознаке и за {\displaystyle \sigma _{3}} и {\displaystyle \sigma _{4}}. Јасно је да ће за различите подјеле интервала горњи израз {\displaystyle \sigma _{2}} имати различите вриједности. Нас занима случај када {\displaystyle \Delta x_{i}} тежи нули, тј. када је подјела интервала {\displaystyle [\alpha ,\beta ]} „бесконачно густа“. На тај начин, ако постоји неки број {\displaystyle I}, такав да за свако {\displaystyle \varepsilon >0} постоји одређено {\displaystyle \delta >0} тако да:
{\displaystyle max(\Delta x_{i})<\delta \Rightarrow |\sigma _{2}(P,L)-I|<\varepsilon },
тај број {\displaystyle I} називаћемо криволинијским интегралом друге врсте функције {\displaystyle P} на кривој {\displaystyle L}. Записује се на сљедећи начин:
{\displaystyle \int \limits _{L}P(x,y,z)\,dx}, или само:
{\displaystyle \int \limits _{L}Pdx}.
Аналогно се дефинишу интеграли {\displaystyle \int \limits _{L}Qdy} и {\displaystyle \int \limits _{L}Rdz}. Најчешће се посматрају збирови ових интеграла:
{\displaystyle \int \limits _{L}Pdx+\int \limits _{L}Qdy+\int \limits _{L}Rdz},
који се обично обиљежавају као:
{\displaystyle \int \limits _{L}Pdx+Qdy+Rdz}. (1)
Ако усвојимо ознаку векторске функције {\displaystyle {\overrightarrow {r}}(x,y,z)=(P(x,y,z),Q(x,y,z),R(x,y,z))}, односно {\displaystyle {\overrightarrow {r}}=(P,Q,R)}, тада ознаку (1) називамо (општим) криволинијским интегралом другог реда функције {\displaystyle {\overrightarrow {r}}}.
У случају да је крива {\displaystyle L} затворена, тј. да је {\displaystyle A=B}, говоримо о циркулацији и дефинисани интеграл обиљежавамо са:
{\displaystyle \oint \limits _{L}Pdx+Qdy+Rdz},
премда ово није обавезно срести у литератури, јер се понекад сматра сувишним.

### Особине
За разлику од криволинијског интеграла првог реда, код којег не постоји појам оријентације и код којег важи особина:
{\displaystyle \int \limits _{AB}f(x,y,z)ds=\int \limits _{BA}f(x,y,z)ds},
код криволинијског интеграла другог реда важи особина:
{\displaystyle \int \limits _{AB}Pdx+Qdy+Rdz=-\int \limits _{BA}Pdx+Qdy+Rdz}.
Ова особина настаје као посљедица дефиниције криволинијског интеграла и чињенице да је {\displaystyle x_{i}-x_{i-1}=-(x_{i-1}-x_{i})}. На тај начин, није свеједно да ли интеграције вршимо у једном или другом смјеру криве, а ту особину интеграла другог реда називамо оријентабилношћу, односно оријентацијом криве.

### Рачунање
Формула за израчунавање вриједности криволинијског интеграла другог реда функције {\displaystyle P} (аналогно за {\displaystyle Q,R}, у складу са ознакама у пододјељку „Дефиниција“ овог одјељка) јесте сљедећа:
{\displaystyle \int \limits _{AB}P(x,y,z)dx=\int \limits _{\alpha }^{\beta }P(\varphi (t),\psi (t),\chi (t))\varphi '(t)}
Формула важи уколико је функција {\displaystyle P(x,y,z)} непрекидна на кривој {\displaystyle AB}, а крива {\displaystyle AB} глатка и без сингуларних тачака. Она такође важи уколико је поменута крива дио-по-дио глатка, а функција {\displaystyle P} дио-по-дио непрекидна.
У случају затворене дводимензионалне криве, тј. криве смјештене у равни, и под одређеним условима, криволинијски интеграл друге врсте може се рачунати и користећи Гринову теорему.

### Независност интеграције од путање
Јасно је да ће у општем случају вриједност криволинијског интеграла другог реда зависити од облика криве интеграције {\displaystyle L}, тј. њене „путање“. Понекад то, међутим, није тако и вриједност интеграла ће зависити само од почетне и крајње тачке, а бити потпуно независна од међутачака, тј. од облика криве. Наиме, важи сљедећа теорема, која има своје примјене у науци и техници:
Сљедећи искази су еквивалентни:
- За векторску функцију {\displaystyle {\overrightarrow {r}}=(P,Q,R)} постоји функција {\displaystyle u}, таква да је {\displaystyle (u_{x}',u_{y}',u_{z}')=(P,Q,R)}
- Криволинијски интеграл {\displaystyle \int \limits _{AB}Pdx+Qdy+Rdz} не зависи од путање, него само од тачака {\displaystyle A} и {\displaystyle B}. Вриједност интеграла у том случају биће {\displaystyle u(B)-u(A)}
- Циркулација {\displaystyle \oint \limits _{L}Pdx+Qdy+Rdz} по произвољној затвореној путањи је једнака нули.